# Julius Brutzkus
Julius Davidovich Brutzkus (in ebraico  יהודה ליבּ בֶּן־דָּוִד ברוצקוס‎?, Yehuda Loeb ben David Brutzkus; in russo Юлий Давидович Бруцкус?; Palanga, 1870 – Tel Aviv, 27 gennaio 1951) è stato uno storico, politico e intellettuale lituano, membro della comunità degli ebrei lituani e uno dei leader del movimento sionista nell'Impero russo.

## Biografia
Nacque nel 1870 a Palanga, Governatorato di Curlandia, Impero russo (attuale Lituania). Suo fratello maggiore era l'economista Boris Brutzkus. Julius studiò a Mosca al ginnasio e all'Università di Mosca. La sua famiglia, insieme a migliaia di altre famiglie ebree, fu espulsa dalla città nel 1892 dopo la promulgazione delle Leggi di maggio. Riuscì a proseguire i suoi studi e ricevette il dottorato nel 1894. Brutzkus partecipò alla compilazione bibliografica ebraico-russa, Систематический Указатель Литературы о Евреях (Indice sistematico della letteratura riguardante gli ebrei, "Sistematicheskiy Ukazatel. A partire dal 1895, Brutzkus collaborò al periodico ebraico-russo Voskhod, di cui divenne vicedirettore nel 1899. Tra la fine del XIX e l'inizio del XX secolo, Brutzkus scrisse una vasta gamma di articoli e libri in russo, lituano, polacco, inglese, tedesco, yiddish, ebraico e francese sulla storia degli ebrei in Russia; era particolarmente incuriosito dalla storia dei Cazari e del primo Khaganato di Rus'. Scrisse anche numerose opere sulla storia economica e politica dell'Europa orientale e sulla storia culturale dell'ebraismo Mizrahi. Literatury o Yevreyakh"). 
Nel 1907 divenne uno dei redattori della rivista Rassvet, insieme a Zeev Jabotinsky.
Nel 1917 venne eletto all'Assemblea costituente russa nella lista ebraica in rappresentanza del governatorato di Minsk.
Il 23 aprile 1920 venne arrestato a Mosca dalla Čeka (all'epoca OGPU, nome del KGB) insieme a 106 delegati della Conferenza sionista russa.
Nel 1923 fu Ministro per gli Affari Ebraici nel governo lituano e nel novembre dello stesso anno fu eletto al Parlamento lituano.
Fin dall'inizio del 1900 fu uno dei leader della World Jewish Health Society, l'OSE. Nel 1924 si trasferì a Berlino e nel 1934 a Parigi, dove guidò l'OSE.
Si dedicò instancabilmente allo sforzo di salvare gli ebrei europei. Grazie alle sue credenziali governative, convinse il console della Lituania a Marsiglia a rilasciare documenti di cittadinanza per gli ebrei detenuti nei campi in Francia. Brutzkus sfruttò il suo status per accedere ai campi e distribuì centinaia di documenti, anche a cittadini non lituani, prima di essere arrestato nel 1940 e condannato a sei mesi di prigione dal regime di Vichy. Nell'aprile 1941 salpò da Lisbona per New York a bordo del transatlantico Nyassa. Divenne un leader dell'Unione dei sionisti russi negli Stati Uniti. Era un fervente sionista e incoraggiava gli ebrei a impegnarsi nell'azione politica e nell'autodifesa.
Nel 1949 si trasferì a Petah Tiqwa, in Israele, dove morì il 29 gennaio 1951.
Nel 2022 B'nai Brith ha conferito a Julius Brutzkus il titolo di Salvatore ebreo dell'Olocausto (postumo).